# Genadekerk (Berlijn)
De Genadekerk (Duits: Gnadenkirche) was een protestants kerkgebouw in het in centrum van Berlijn. Omdat de geschiedenis van de kerk nauw verbonden was met het Invalidenhaus, een tehuis voor invalide oorlogsslachtoffers, werd de kerk in de volksmond ook Invalidenkirche genoemd. De kerk stond in het nog bestaande Invalidenpark.

## Geschiedenis
In de omgeving van het Invalidenhuis bestond sinds het einde van de 18e eeuw een protestantse gemeenschap die voor het kerkbezoek was aangewezen op een kapel in het tehuis voor de oorlogsslachtoffers en als burgerlijke kerkgemeente onderdeel vormde van een militaire parochie. Deze kerkgemeente groeide in de 19e eeuw aan tot 25.000 parochianen. Om de parochie te ontlasten werden delen ervan toegewezen aan de Sofiakerk en aan een nieuw te bouwen kerk in het stadsdeel Wedding. Desondanks bleef de kapel veel te klein voor de parochie. In het jaar 1866 werd de burgerlijke kerkgemeente zelfstandig en begon er hoop te gloren dat men een eigen kerkgebouw zou krijgen.
In mei 1890 richtte keizer Wilhelm de Evangelischer Kirchenbauverein op met als doel de religieuze en morele problematiek in Berlijn en andere industriële gebieden te lenigen door middel van het geven van ondersteuning bij de bouw van kerken. De vereniging moest tegenwicht bieden aan de groeiende invloed van de socialisme en als beschermvrouwe van de nieuwe vereniging trad keizerin Auguste Victoria op. De vereniging bood financiële hulp en bijstand door het wegnemen van bureaucratische hindernissen om zo de bouw van kerken mogelijk te maken, hetgeen meer dan 70 nieuwe kerken tot resultaat had. Ook bij de bouw van de Genadekerk werd deze hulp geboden. 
Op 11 juni 1890 kon de eerste steen worden gelegd. De naam Genadekerk werd op 23 mei 1890 aan de kerk gegeven.  Het Duitse Rijk droeg zonder kosten een stuk bouwgrond over aan de Pruisische staat en het keizerlijk paar droeg 300.000 Mark bij.  De bouw zelf werd gewijd aan de herinnering aan de kort tevoren gestorven keizerin Augusta en werd daarom ook Keizerin-Agusta-Gedachteniskerk genoemd. In aanwezigheid van de keizerpaar en meerdere leden van de Duitse adel werd de kerk op 22 maart 1895 plechtig in gebruik genomen.
De kerk was gebouwd in de toen populaire neoromaanse stijl gebouwd. De architect had zich bij zijn ontwerp laten inspireren door de Sint-Petruskerk in Sinzig en de Limburger dom. Het nieuwe godshuis bood in totaal plaats aan 1150 gelovigen. De toren had een hoogte van 69 meter. In totaal bedroegen de bouwkosten rond de 800.000 Mark en de kosten voor de inrichting 200.000 Mark. Naast de grote donatie van de keizer maakten ook donaties van leden van de Duitse adel en geldinzamelingsacties in het land de bouw mogelijk.
De kerk werd ook gebruikt bij plechtigheden als er op het nabijgelegen invalidenkerkhof een begrafenis plaatsvond. Soms betroffen het staatsbegrafenissen, zoals bij Manfred von Richthofen en admiraal Ludwig von Schröder.

## De verwoesting
Tijden het Derde Rijk misbruikten met het nationaalsocialisme sympathiserende predikanten het godshuis voor hun politieke doeleinden. Eén predikant liet bij de aanvang van de dienst telkens weer op plechtige wijze de hakenkruisvlag binnendragen. Tijdens de Tweede Wereldoorlog trof een bom de vieringstoren. Het puin en de grote klokken stortten in het kerkschip en vanaf dat moment waren erediensten niet meer mogelijk. Daarna werd de kerk als noodopvang gebruikt voor mensen die door de oorlogshandelingen hun woning kwijt waren geraakt. Na de oorlog roofden plunderaars het interieur van de open kerk leeg. Waardevolle materialen zoals de glas-in-loodramen werden weggenomen. Nadat dieven ook het koper van de daken stripten werd het muurwerk prijsgegeven aan weersinvloeden. De Oost-Berlijnse autoriteiten ondernamen verder geen enkele moeite om het gebouw te beschermen tegen het ingezette verval. In 1967 werd de kerkruïne ten slotte opgeblazen.

## De Augusta Victoriaklok
De Genadekerk bezat drie klokken met een ongewoon mooi geluid. Een van de klokken, een geschenk van keizerin Auguste Victoria, werd in 1893 op de Wereldtentoonstelling te Chicago getoond. Deze klok bleef als enige behouden. Een dominee vond de klok later op een schroothoop, kocht vervolgens de klok en bewaarde hem op zijn eigen erf. Toen de dominee beroepen werd in Stadtilm verhuisde de klok mee. Rond de jaarwisseling van 1989-1990 kocht de Kruiskerk in de gemeente Bochum-Leithe de klok over en liet hem restaureren. In februari 2011 keerde de klok terug naar Berlijn. Sindsdien bevindt de Auguste-Victoriaklok zich op het Invalidenkerkhof.